# Hrabstwo Pemiscot
Hrabstwo Pemiscot (ang. Pemiscot County) – hrabstwo w stanie Missouri w Stanach Zjednoczonych.
Obszar całkowity hrabstwa obejmuje powierzchnię 512.41 mil2 (1 327 km²). Według danych z 2010 r. hrabstwo miało 6 760 mieszkańców. Hrabstwo powstało 19 lutego 1851.

## Główne drogi
- Interstate 55
- Interstate 155
- U.S. Route 61
- U.S. Route 412
- Route 84
- Route 164

## Sąsiednie hrabstwa
- Hrabstwo New Madrid (północ)
- Hrabstwo Lake (północny wschód)
- Hrabstwo Dyer (południowy wschód)
- Hrabstwo Mississippi (południe)
- Hrabstwo Dunklin (zachód)

## Miasta i miejscowości
- Bragg City
- Caruthersville
- Cooter
- Hayti Heights
- Holland
- Homestown
- Steele
- Wardell

## Wioski
- Hayward (CDP)
- Pascola